# Сент-Джеймс (Міннесота)
Сент-Джеймс (англ. St. James) — місто (англ. city) в США, в окрузі Ватонван штату Міннесота. Населення — 4793 особи (2020).

## Географія
Сент-Джеймс розташований за координатами 43°59′0″ пн. ш. 94°37′31″ зх. д. / 43.98333° пн. ш. 94.62528° зх. д. (43.983362, -94.625392).  За даними Бюро перепису населення США в 2010 році місто мало площу 6,28 км², з яких 6,21 км² — суходіл та 0,07 км² — водойми.

## Демографія

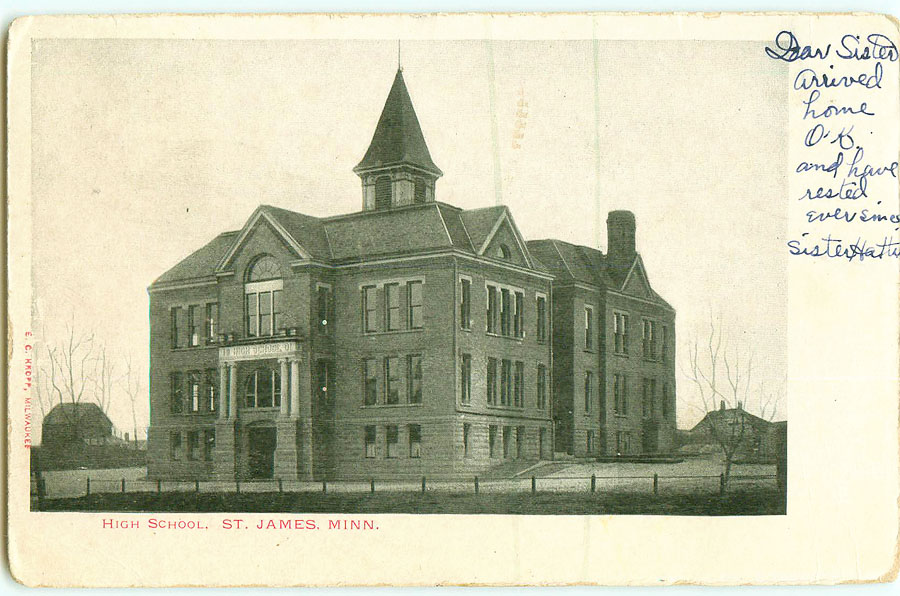
Вища школа, 1906

Згідно з переписом 2010 року, у місті мешкало 4605 осіб у 1839 домогосподарствах у складі 1145 родин. Густота населення становила 733 особи/км².  Було 2039 помешкань (325/км²).
Расовий склад населення:
| - 81,8 % — білих - 0,9 % — корінних американців - 0,7 % — чорних або афроамериканців - 0,6 % — азіатів - 14,9 % — осіб інших рас |

До двох чи більше рас належало 1,1 %. Частка іспаномовних становила 31,0 % від усіх жителів.
За віковим діапазоном населення розподілялося таким чином: 27,8 % — особи молодші 18 років, 54,3 % — особи у віці 18—64 років, 17,9 % — особи у віці 65 років та старші. Медіана віку мешканця становила 37,8 року. На 100 осіб жіночої статі у місті припадало 95,0 чоловіків;  на 100 жінок у віці від 18 років та старших — 92,0 чоловіків також старших 18 років.
Середній дохід на одне домашнє господарство  становив 49 550 доларів США (медіана — 43 995), а середній дохід на одну сім'ю — 61 247 доларів (медіана — 53 125). Медіана доходів становила 33 867 доларів для чоловіків та 27 313 долари для жінок. За межею бідності перебувало 12,7 % осіб, у тому числі 19,8 % дітей у віці до 18 років та 4,3 % осіб у віці 65 років та старших.
Цивільне працевлаштоване населення становило 2246 осіб. Основні галузі зайнятості: виробництво — 27,5 %, освіта, охорона здоров'я та соціальна допомога — 18,6 %, будівництво — 9,9 %, роздрібна торгівля — 9,6 %.